# 天運 (林爽文)
天運（てんうん、台湾語：Thian-ūn）は、清代に台湾にて叛乱を起こした林爽文が建てた私年号。1786年11月にかかる前後1か月間に使用された。

## 西暦・干支との対照表
| 順天 | 元年     |
| ---- | -------- |
| 西暦 | 1786年   |
| 干支 | 丙午     |
| 清   | 乾隆51年 |